# Verwaltungsgemeinschaft Altenberg
La comunità amministrativa di Altenberg (Verwaltungsgemeinschaft Altenberg) si trova nel circondario della Svizzera Sassone-Monti Metalliferi Orientali in Sassonia, Germania.

## Suddivisione
Comprende 2 comuni:
1. Altenberg
2. Hermsdorf/Erzgebirge

Il capoluogo è Altenberg.